# Arturo Acuña
Arturo Acuña Quezada (* 26. Februar 1881 in Valparaíso; † 17. September 1945 ebenda) war ein chilenischer Fußballspieler. Der Angreifer absolvierte drei Länderspiele für Chile. 

## Vereinskarriere
Auf Vereinsebene spielte Arturo Acuña von 1892 bis 1911 bei den CD Santiago Wanderers aus der Hafenstadt Valparaíso. Dort war der Stürmer einer der Gründer und Kapitän sowie Trainer der Mannschaft. 1892 hatte der elfjährige Acuña den Klub mit Freunden gegründet, nachdem er britische Seeleute Fußballspielen gesehen hatte und den neuen Sport etablieren wollte.

## Nationalmannschaft
Arturo Acuña debütierte für Chile im ersten Länderspiel überhaupt des Landes. Im Freundschaftsspiel gegen Argentinien am 27. Mai 1910 verlor die La Roja mit 1:3. Danach absolvierte der Angreifer bei der Copa Centenario Revolución de Mayo, einem Vorläufer der heutigen Copa América, die Partie gegen Uruguay, die Chile mit 0:3 verlor. Nach dem Turnier spielte der Offensivakteur ein weiteres inoffizielles Länderspiel, bei dem er gegen Alumni Athletic Club ein Tor erzielte.

## Erfolge
- National Football Association: 1897, 1900
- Challenger Football Association: 1899
- Liga Valparaíso: 1907, 1909
- Copa Sporting: 1907
- Olimpiadas Nacionales: 1909